# 始平郡
始平郡，中国西晋时设置的郡。
西晋晋武帝泰始三年（267年），西晋分扶风郡设置始平郡，治所在槐里县（今陕西省兴平市东南5公里南佐村），属雍州。在今陕西省咸阳市、户县以西，宝鸡市、兴平县以南，秦岭以北。下辖槐里、始平、武功、蒯城、鄠县四县，18000户。
277年—289年为始平國。十六国时，前赵改为始平郡，前秦迁治茂陵城，故址在今兴平东北10公里道张村，北魏太平真君七年（446年）撤销，辖地并入扶风郡。
| 晉朝始平國（277年—289年） |          |        |          |             |              |
| 傳位                      | 稱號     | 姓名   | 在位年數 | 在位時間    | 備註         |
| 第1代                     | 始平哀王 | 司馬裕 | 1年      | 277年       | 晋武帝第九子 |
| 第2代                     | 始平王   | 司馬玮 | 13年     | 277年—289年 | 晋武帝第五子 |
| 徙封楚                    |          |        |          |             |              |